# مقاطعة كومانش (تكساس)
مقاطعة كومانش (بالإنجليزية: Comanche  County)‏ هي إحدى المقاطعات في ولاية تكساس، الولايات المتحدة الأمريكية.